# Gran Premi Ciclista de Montreal 2014
El Gran Premi Ciclista de Montreal 2014 fou la cinquena edició del Gran Premi Ciclista de Montreal. La cursa es disputà el 14 de setembre de 2014. Aquesta fou la 26a prova de l'UCI World Tour 2014.
El vencedor fou l'australià Simon Gerrans (Orica-GreenEDGE), vencedor dos dies abans del Gran Premi Ciclista de Quebec, que s'imposà a l'esprint a Rui Costa (Lampre-Merida) i Tony Gallopin (Lotto-Belisol), segon i tercer respectivament.

## Participants
El 18 equips UCI World Tour són presents en aquesta cursa, així com l'equip nacional del Canadà, per totalitzar un gran grup de 19 equips:
| - AG2R La Mondiale - Astana Qazaqstan Team - Belkin Pro Cycling Team - BMC Racing Team - Selecció del Canadà - Cannondale - FDJ - Garmin-Sharp - Giant-Shimano - Team Katusha | - Lampre-Merida - Lotto-Belisol - Movistar Team - Omega Pharma-Quick Step - Orica-GreenEDGE - Team Europcar - Team Sky - Team Tinkoff-Saxo - Trek Factory Racing |

## Classificació final
| #  | Ciclista                   | Equip                   | Temps      | Punts UCI |
| -- | -------------------------- | ----------------------- | ---------- | --------- |
| 1  | Simon Gerrans (AUS)        | Orica-GreenEDGE         | 5h 24' 27" | 80        |
| 2  | Rui Costa (POR)            | Lampre-Merida           | m. t.      | 60        |
| 3  | Tony Gallopin (FRA)        | Lotto-Belisol           | m. t.      | 50        |
| 4  | Ramūnas Navardauskas (LTU) | Garmin-Sharp            | m. t.      | 40        |
| 5  | Romain Bardet (FRA)        | AG2R La Mondiale        | m. t.      | 30        |
| 6  | Tom Dumoulin (NED)         | Giant-Shimano           | m. t.      | 22        |
| 7  | Greg Van Avermaet (BEL)    | BMC Racing Team         | m. t.      | 14        |
| 8  | Jonathan Hivert (FRA)      | Belkin Pro Cycling Team | m. t.      | 10        |
| 9  | Enrico Gasparotto (ITA)    | Astana Qazaqstan Team   | m. t.      | 6         |
| 10 | Bauke Mollema (NED)        | Belkin Pro Cycling Team | m. t.      | 2         |